# Marineflieger

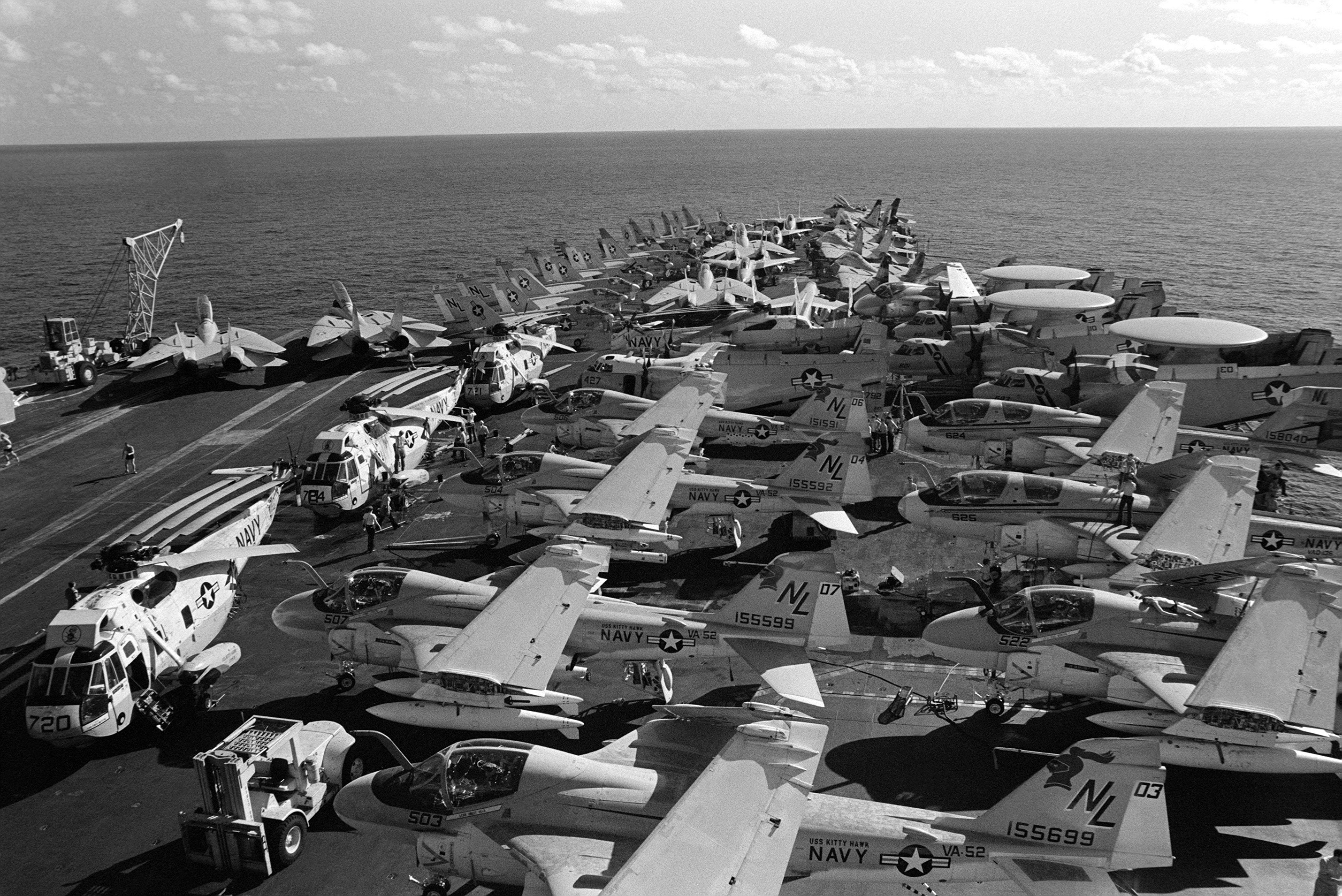
Verschiedene trägergestützte Flugzeugtypen und Hubschrauber auf dem Flugdeck der Kitty Hawk, 1980

Als Marineflieger bezeichnet man die zu den Seestreitkräften eines Landes gehörenden Fliegerkräfte. Sie können mit trägergestützten Flugzeugen und Hubschraubern ausgerüstet sein, die von Schiffen oder Flugplätzen an Land für Marineaufgaben eingesetzt werden. Auch Luftschiffe gehörten einst zum Arsenal von Marinefliegern. Die bekanntesten Marineflieger sind die von Flugzeugträgern aus operierenden Kräfte.

## Geschichte

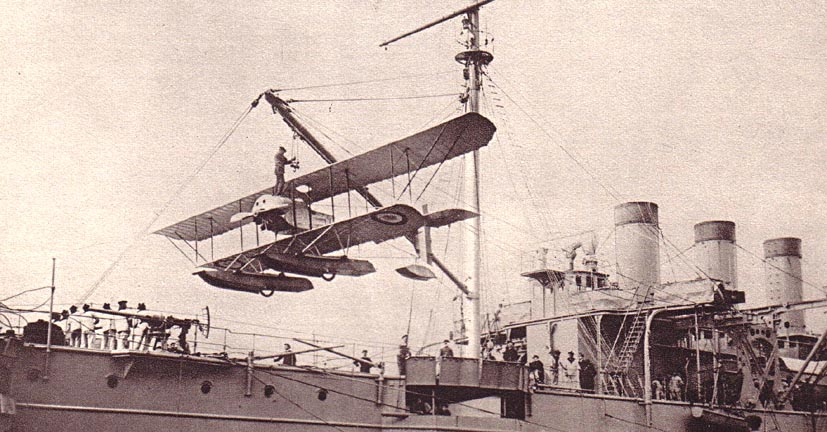
Die Foudre war der Vorgänger der ersten Flugzeugträger (1911)

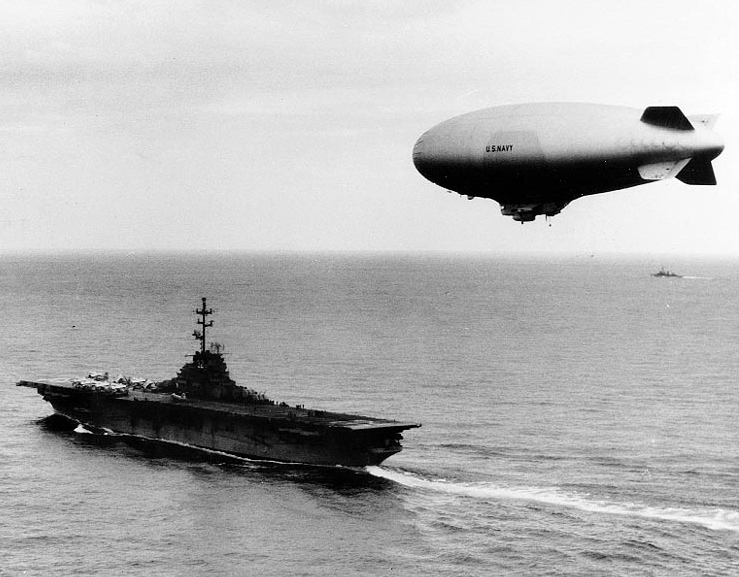
ZPG-2 Luftschiff der US Navy (1958)

Die Bedeutung von Luftfahrzeugen für die Seekriegführung wurde zuerst in Frankreich erkannt. Die französische Marine hatte bereits 1888 einen Marineluftschiffpark und eine Luftschiffschule in Lagoubran (bei Toulon) aufgestellt, 1890 fand das erste umfangreiche Manöver mit bemannten und von Torpedobooten geführten Marineluftschiffen statt, die der Beobachtung von Schiffsbewegungen, der Ortung von Minenfeldern und der Feuerleitung dienten. Auch Schweden nahm 1903 ein von einem Kriegsschiff geschlepptes Luftschiff in Betrieb, Russland 1905, Italien 1908. Ähnliche Entwicklungen gab es 1903 bzw. 1908 auch in den USA bzw. Großbritannien. Zwar war die französische Marineluftfahrtabteilung nach einem tödlichen Luftschiff-Unfall bei einem weiteren Manöver 1902 zunächst wieder aufgelöst worden, wurde mit der Indienststellung des weltweit ersten Flugzeugmutterschiffs Foudre aber 1910/11 in anderer Form neuaufgestellt.
Österreich-Ungarn errichtete 1911 die erste Seeflugstation in Pola. Die ersten vier österreichischen Seeflugzeuge waren französischer Bauart und noch unbewaffnet; bei Ausbruch des Ersten Weltkriegs wurden die inzwischen 10 österreichischen Seeflugzeuge bewaffnet. Die ersten Angriffe wurden alsbald geflogen, im November 1914 wurde der erste belegte nächtliche Angriff ausgeführt. Bald konnten die Flieger, 65 gegen Ende des Jahres 1915, Bomben abwerfen und 1916 wurden auch 40 Jagdflugzeuge angeschafft. Einsatzgebiete waren die Luftaufklärung, die Abwehr feindlicher Bomber und Luftschiffe (Luftkrieg), die Verfolgung feindlicher Marineeinheiten sowie Luftangriffe auf feindliche Häfen, Kampfeinheiten und Infrastruktur. 1915 konnte erstmals ein (französisches) U-Boot von einem Marineflugzeug zerstört werden.
In Deutschland wurden die ersten Marinefliegerkräfte 1913 aufgestellt. Im Ersten Weltkrieg spielten Flugzeuge und Marineluftschiffe eine bedeutende Rolle. Großbritannien kaufte ein halbfertiges Passagierschiff und baute es zu seinem ersten Flugzeugträger (Argus) fertig. Am 16. September 1918 wurde das Schiff in Dienst gestellt. 1922 stellten die USA ihren ersten Träger Langley, einen umgebauten Kohlenfrachter, in Dienst. Auch andere Schiffe wurden mit Flugzeugen ausgestattet, die von einem Katapult gestartet wurden. Sie konnten auf dem Wasser landen und wurden mit einem Kran wieder an Bord genommen. Marineluftschiffe dienten der militärischen Aufklärung und griffen auch Ziele an Land mit Bomben an.
Die große Zeit der Flugzeugträger kam im Zweiten Weltkrieg. Vor allem die USA nutzten die neuen Möglichkeiten, nachdem sie bei Pearl Harbor mehrere Schlachtschiffe verloren hatten. Die Schlacht um Midway war die erste große Seeschlacht, bei der ausschließlich Trägerflugzeuge zum Kampferfolg beitrugen. Seitdem gelten Trägerkampfgruppen als das Rückgrat der amerikanischen Fähigkeit zur Machtprojektion in aller Welt.
Mit der Einführung von Hubschraubern entstand die Möglichkeit, auch auf kleineren Kriegsschiffen Luftfahrzeuge unterzubringen. Eines der ersten Kriegsschiffe mit Bordhubschrauber war der deutsche Minentender Drache, der ab November 1942 einen Hubschrauber vom Typ Flettner Fl 282 mitführte.

## Arten von Marinefliegerkräften

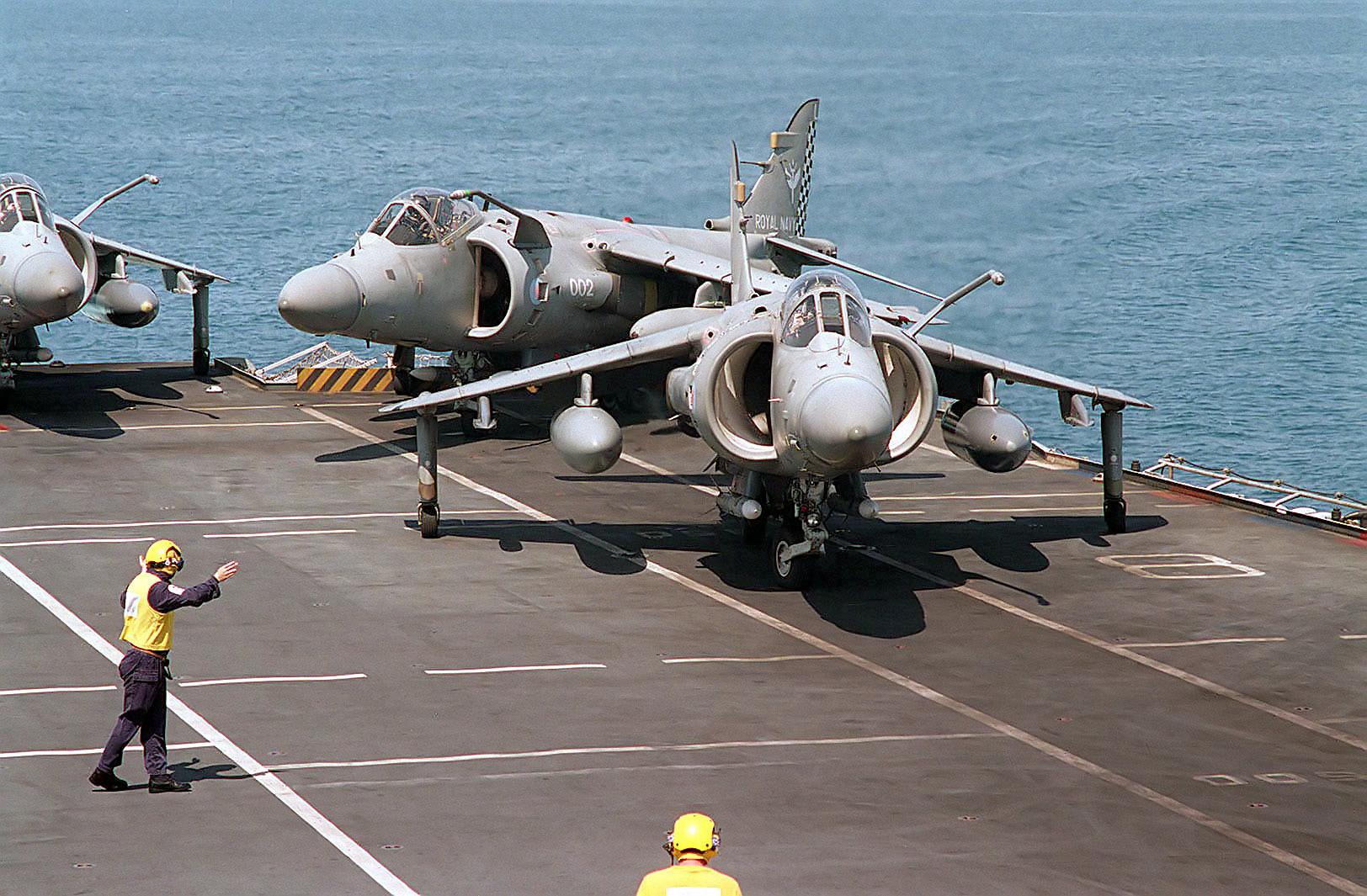
Sea Harrier FA.2 (FRS.2) an Bord der Illustrious der Royal Navy

### Trägerflugzeuge
Die großen Flugzeugträger der U.S. Navy führen eine Vielzahl verschiedener trägergestützter Flugzeuge mit, darunter:
- Angriffsflugzeuge zur Bekämpfung von See- und Landzielen
- Jagdflugzeuge zur Abwehr gegnerischer Flugzeuge
- U-Jagdflugzeuge zur Bekämpfung von U-Booten
- Störflugzeuge für die elektronische Kampfführung
- Tankflugzeuge
- Transportflugzeuge
- Hubschrauber für die U-Boot-Jagd und Seenotrettung
- Aufklärungsflugzeuge

Mit dieser Ausstattung kann das Fliegergeschwader eines großen Flugzeugträgers alle Arten der Luftkriegführung über See und über Land bestreiten. Andere Nationen haben kleinere Flugzeugträger mit einem reduzierten Einsatzspektrum.

### Bordhubschrauber

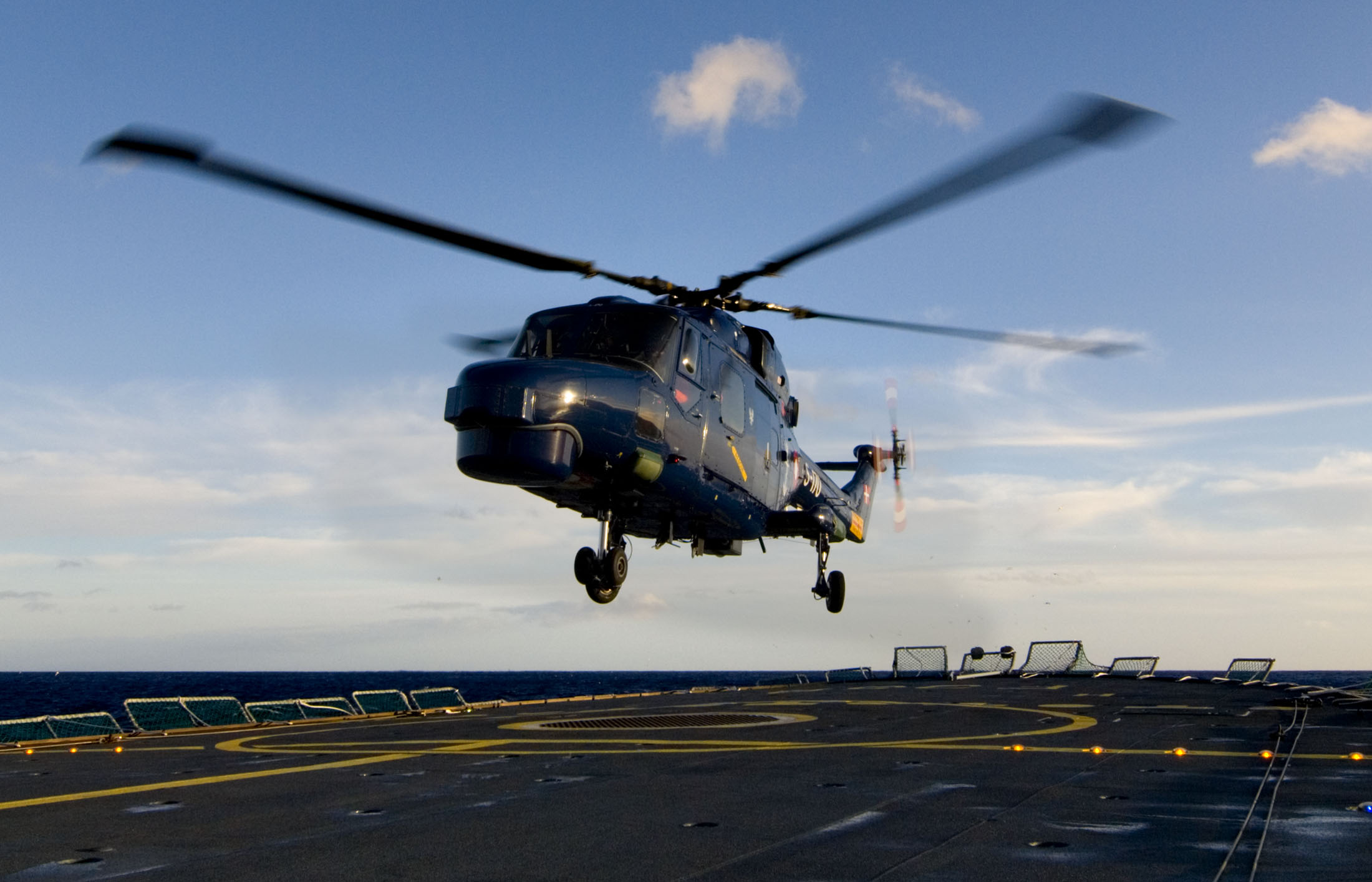
Landung eines Bordhubschraubers Typ SeaLynx der dänischen Marine

Bordhubschrauber können auch auf Schiffen mitgenommen werden, die sehr viel kleiner sind als ein Flugzeugträger. Sie dienen vor allem folgenden Aufgaben:
- Bekämpfung von U-Booten
- Seeraumüberwachung
- Kampf gegen Seeziele
- Transport

Sie werden von Schiffen wie Kreuzern, Zerstörern und Fregatten mitgeführt. Größere Versorgungsschiffe sind meistens ebenfalls mit Transporthubschraubern ausgestattet. Zudem verfügen Länder wie die USA, Großbritannien und Frankreich – aber auch andere – über spezielle Hubschrauberträger oder amphibische Docklandungsschiffe, auf denen Hubschrauber stationiert werden können. Zur Durchführung des Flugbetriebs wird neben einem Flugdeck ein Hangar zur Unterbringung und Wartung benötigt. Kleinere Schiffe können über ein Flugdeck ohne Hangar verfügen. Da dadurch ein gelandeter Hubschrauber auf dem Landefeld verbleiben muss, werden diese Schiffe nur von anderen Schiffen oder von Land aus angeflogen.

### Seefernaufklärer

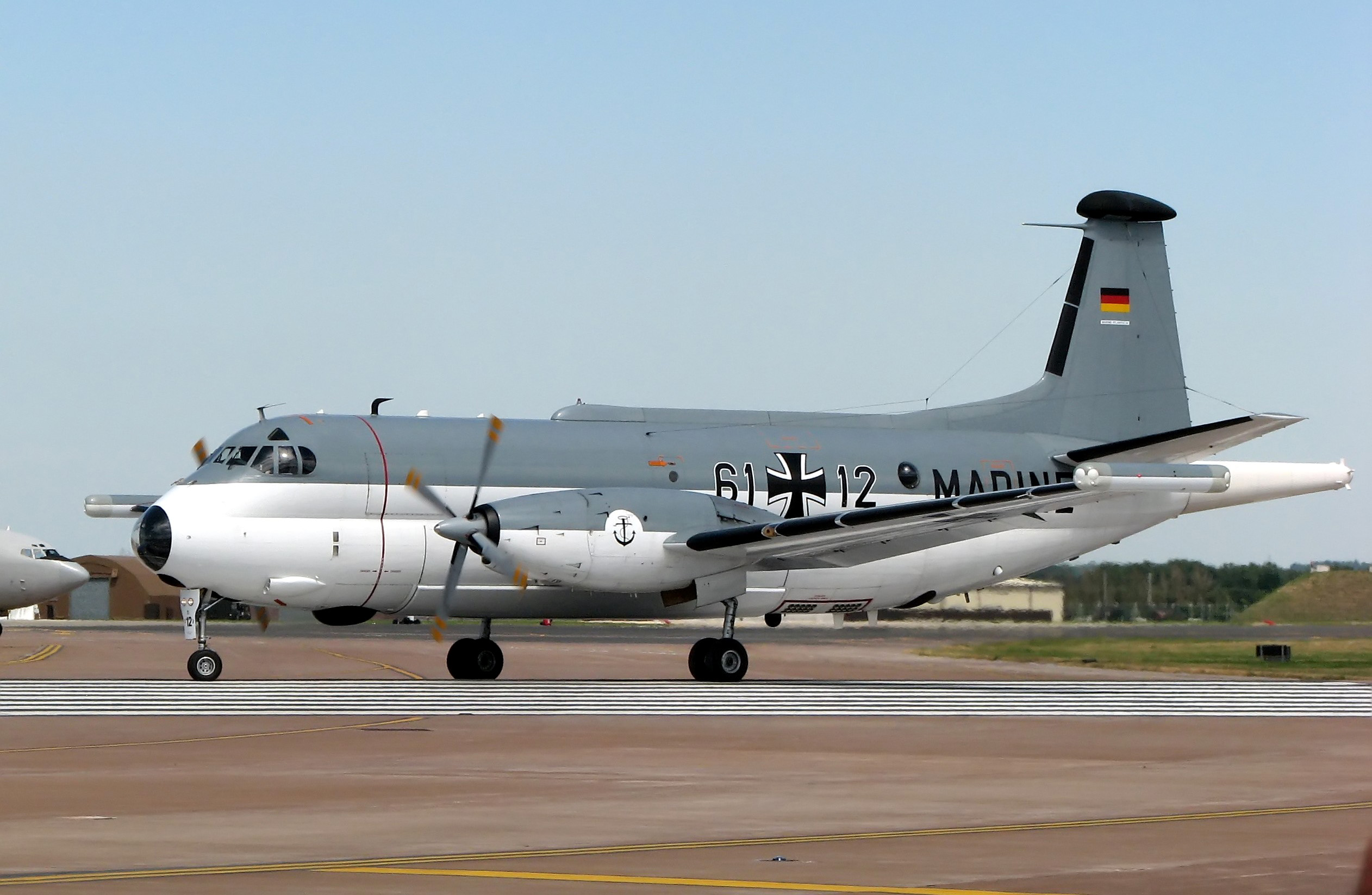
Seefernaufklärer Breguet Atlantic der Deutschen Marine

Um weite Seegebiete zu überwachen, werden große Flugzeuge mit langer Flugausdauer eingesetzt. Eine wichtige Aufgabe dieser Seefernaufklärer (engl. Maritime Patrol Aircraft, MPA) ist die Ortung und Bekämpfung von U-Booten. Mit weitreichenden elektronischen Sensoren können sie außerdem gegnerische Schiffe erkennen. Seefernaufklärer können mit Torpedos und Wasserbomben gegen U-Boote und mit Flugkörpern gegen Überwasserschiffe ausgerüstet sein.

### Sonstige Marineflugzeuge
Außer den genannten Typen haben Marinen verschiedene Arten von Flugzeugen und Hubschraubern für unterschiedliche Zwecke eingesetzt. So werden zur Minenabwehr auch Hubschrauber eingesetzt. Sie können Minen optisch orten und mit nachgeschleppten Magnetspulen und Geräuschsimulatoren zur Explosion bringen.

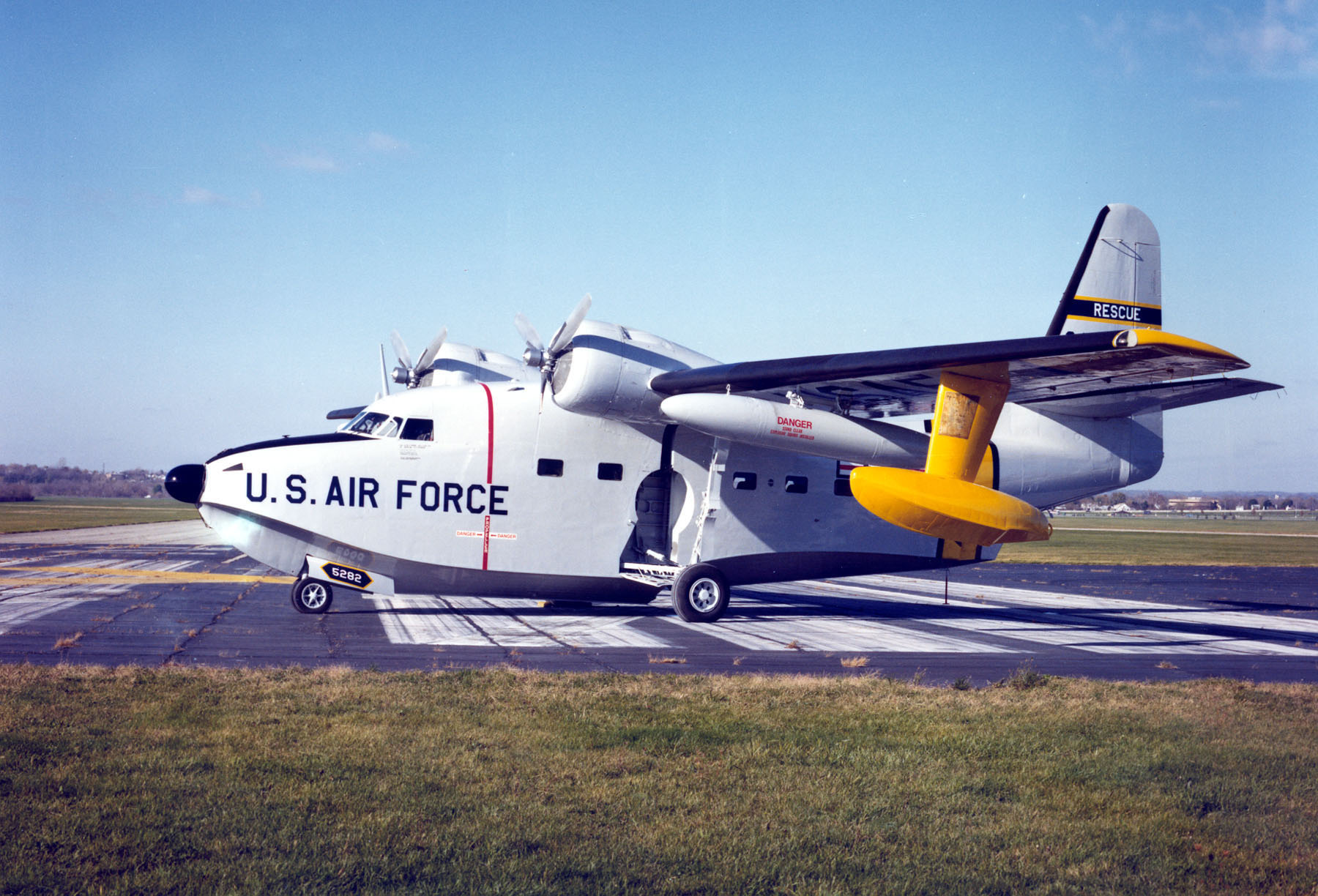
Flugboot Grumman Albatross, das auch in der Bundesmarine geflogen wurde

Insbesondere in der Anfangsphase der Seefliegerei kamen Wasserflugzeuge in größerer Zahl zum Einsatz. Sie wurden entweder von Landstationen oder von Schiffen aus eingesetzt. Beim Schiffseinsatz wird entweder vom Wasser oder von einem Katapult aus gestartet. Das Flugzeug landet auf dem Wasser und wird mit einem Kran geborgen. Als Bordflugzeuge wurden Wasserflugzeuge vor allem zur Aufklärung und zur Minenortung eingesetzt. Viele große Kampfschiffe der beiden Weltkriege trugen solche Flugzeuge. Außerdem gab es Flugzeugmutterschiffe, deren Aufgabe der Betrieb eines Wasserflugzeugstützpunkts war. Im Ersten Weltkrieg trugen allein acht deutsche Sperrbrecher Seeflugzeuge. Landgestützte Wasserflugzeuge dienten häufig der Seenotrettung. Gegenwärtig haben Wasserflugzeuge nur eine geringe militärische Bedeutung.

## Marineflieger in Deutschland

Zeichen der Deutschen Marineflieger

### 1913–1945
Mit Kabinettsorder (AKO) vom 3. Mai 1913 wurden die ersten Marinefliegerkräfte der Kaiserlichen Marine aufgestellt. Es handelte sich um eine Luftschifferabteilung in Berlin-Johannisthal und eine Gruppe von Flugzeugen in Putzig.

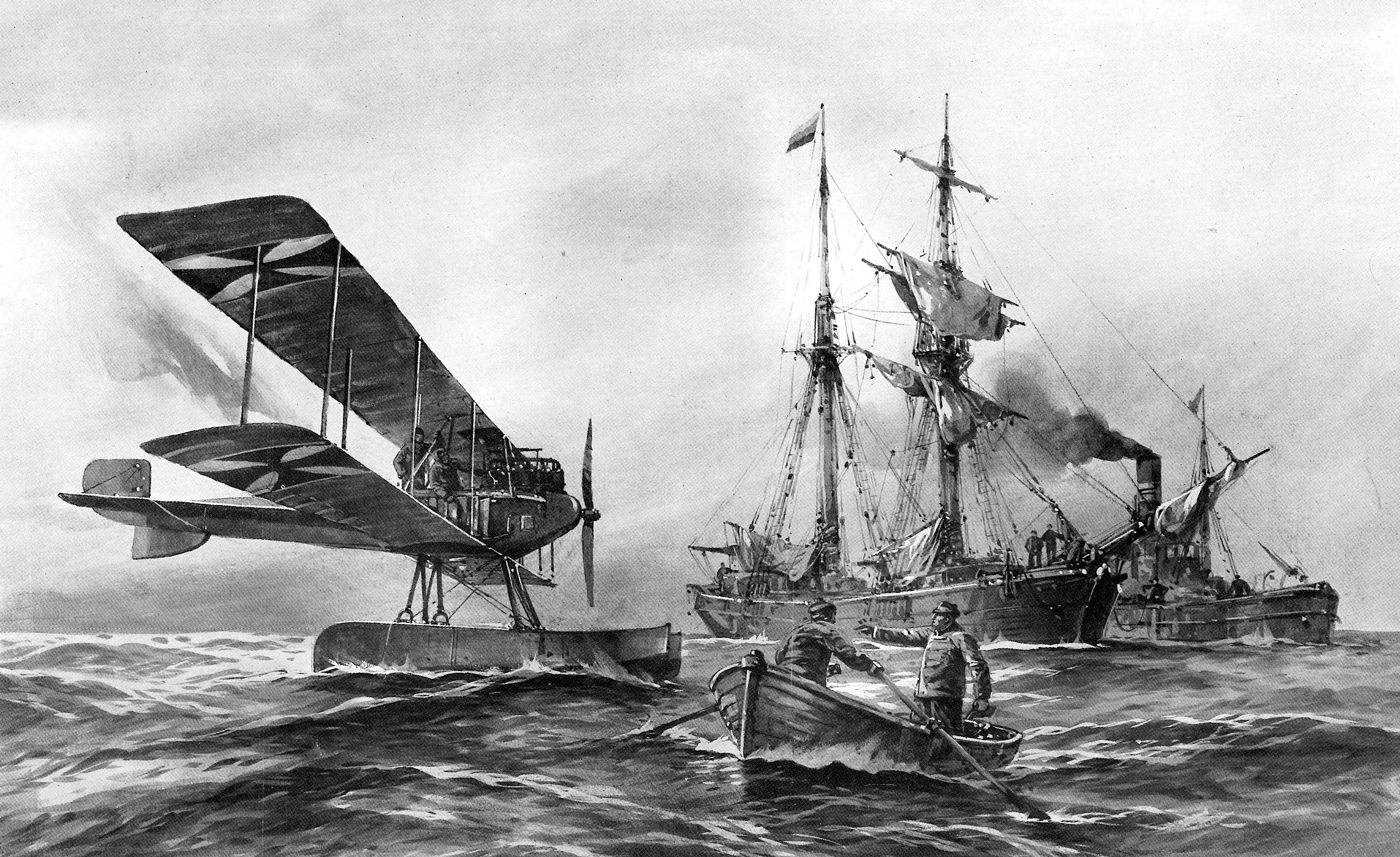
Ein deutscher Marineflieger bringt im Rigaischen Meerbusen einen russischen Schoner auf. Darstellung von Marinemaler Willy Stöwer, circa 1915-1916.

Kurz vor Kriegsausbruch 1914 besaß die Kaiserliche Marine nur etwa 20 brauchbare Seeflugzeuge. Am Tage der Mobilmachung konnte man weitere 15 zivile Maschinen auf einem Seeflugwettbewerb beschlagnahmen. Es gab dreißig ausgebildete Seefliegeroffiziere. Die Zentrale Flugstation war schon bei Kriegsausbruch der Seefliegerhorst Kiel-Holtenau. Marineluftschiffe griffen im Ersten Weltkrieg England mit Bomben an und lieferten wichtige Luftaufklärungsergebnisse für die Marine. In der Ostsee wurden zu Flugzeugmutterschiffen umgebaute Dampfer eingesetzt, um die Baltische Küste mit Flugzeugen anzugreifen.
Während der Weimarer Republik besaß die Reichsmarine offiziell keine Marineflieger, weil der Versailler Vertrag Deutschland den Besitz von Militärflugzeugen untersagte. Gleichwohl gab es geheime Projekte und Tarnorganisationen wie die zusammen mit der Lufthansa betriebene Seeflug-Versuchsanstalt (SEVERA), in denen die Marinefliegerei weiterbetrieben und fortentwickelt wurde. Mit der Wiederaufrüstung, die 1933 zunächst heimlich, ab 1935 offen einsetzte, wurden auch wieder Seefliegerkräfte aufgestellt. Sie wurden gegen den Widerstand der Marine auf Druck Hermann Görings („Alles was fliegt, gehört mir!“) mit Wirkung vom 27. Januar 1939 Teil der ab 1935 neu aufgestellten Luftwaffe. Dies betraf auch die Bordfliegerstaffel für den in Bau genommenen Flugzeugträger Graf Zeppelin, der jedoch nicht vollendet wurde. Die Luftwaffe betrieb sogar ihre eigenen Katapult- und Schleuderschiffe, mit denen ihre Seeaufklärer gestartet wurden, und Flugsicherungsschiffe, die in Seenot geratene Flugzeugbesatzungen retten und, soweit möglich, deren Flugzeuge bergen sollten.

### 1956–1990

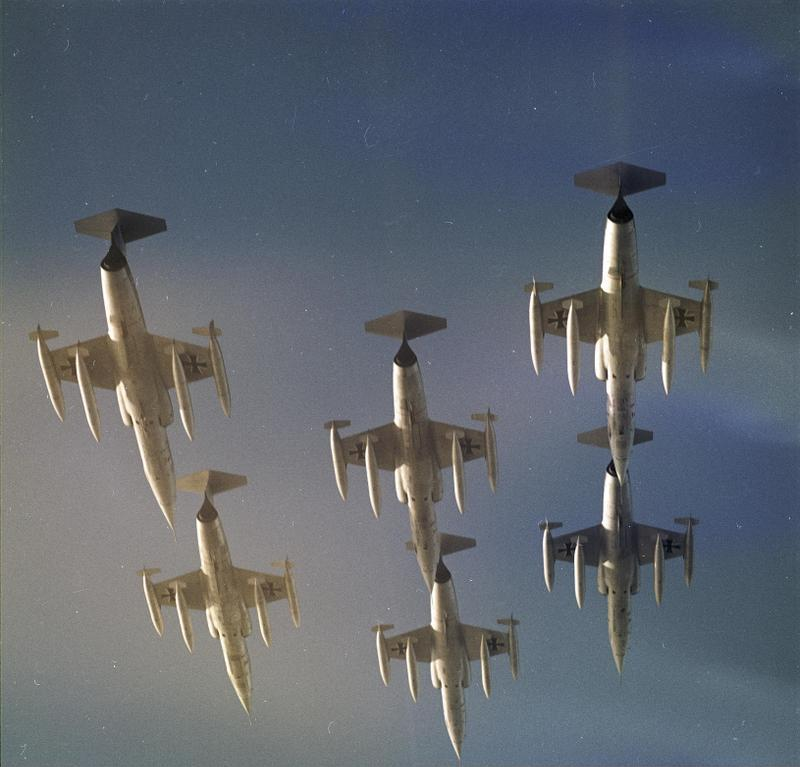
F-104 Starfighter des MFG 1 in enger Formation

#### Bundeswehr
Weil sich die Unterstellung der Marineflieger unter die Luftwaffe im Zweiten Weltkrieg nicht bewährt hatte und die Marine häufig ohne Fliegerunterstützung hatte operieren müssen, erhielt die Bundesmarine ab 1956 wieder eigene Fliegerkräfte. Das Kommando der Marineflieger, später Marinefliegerdivision und Flottille der Marineflieger, war zeitweise das größte Typkommando der Flotte. Es bestand in seiner Hochzeit aus fünf Marinefliegergeschwadern mit bis zu 200 Flugzeugen und Hubschraubern. Ungewöhnlich war der große Anteil von bis zu 121 Jagdbombern der Typen Hawker Sea Hawk Mk 100/101, Lockheed F-104 G Starfighter und Panavia Tornado. Sie waren für die Bekämpfung von Landungsverbänden des Warschauer Pakts vorgesehen und auf zwei Marinefliegergeschwader in Schleswig-Holstein aufgeteilt.
Hinzu kamen in der Reihenfolge der Indienststellung (in Klammern der Zeitraum der Nutzung bzw. bei derzeit in Nutzung befindlichen Mustern die Anzahl der aktiven Luftfahrzeuge):
Hubschrauber
Saunders Roe Skeeter (1958–1960), Bristol Sycamore 52 (1960–1965), Sikorsky H-34G (1963–1975), Westland Sea King Mk.41 (21 Stück) (1975–2024), Westland Sea Lynx Mk.88A (22 Stück),
Seenotrettungsflugzeuge
Grumman HU-16D Albatross (1959–1971) und HU-16A Albatross (1968–1971),
Seefernaufklärer
Fairey Gannet AS Mk 4 (1957–1966), Dassault-Breguet BR 1150 Atlantic (1966–2010)
Transport- und Verbindungsflugzeuge
Dornier DO 27 (1958–1972), Hunting Percival Pembroke C.54 (1958–1972), Dornier DO 28D-2 Skyservant (1972–1995) und Dornier 228 LM (2 Stück).

#### Nationale Volksarmee
Auch die Volksmarine der DDR besaß Marinefliegerverbände. Deren offizieller Gründungstag ist der 1. Mai 1963, als eine erste, bereits 1959 aufgestellte Hubschrauberkette der Volksmarine unterstellt wurde. Sie bildete den Grundstock für das später aufgestellte Marinehubschraubergeschwader (MHG) 18 mit dem Standort Parow bei Stralsund. Flächenflugzeuge gehörten zunächst nicht zu den Fliegerkräften der Volksmarine. Erst 1988 wurde das Marinefliegergeschwader (MFG) 28 mit dem Standort Laage bei Rostock aufgestellt. Das Geschwader verblieb zunächst im Verband der Luftstreitkräfte/Luftverteidigung und sollte der Marine nur einsatzmäßig unterstellt werden. Erst im Frühjahr 1990 wurde das MFG an die Volksmarine übergeben. Zu diesem Zeitpunkt erfolgte auch der Wechsel der Uniformen von den Luftstreitkräften zur Marine.

### Seit 1990

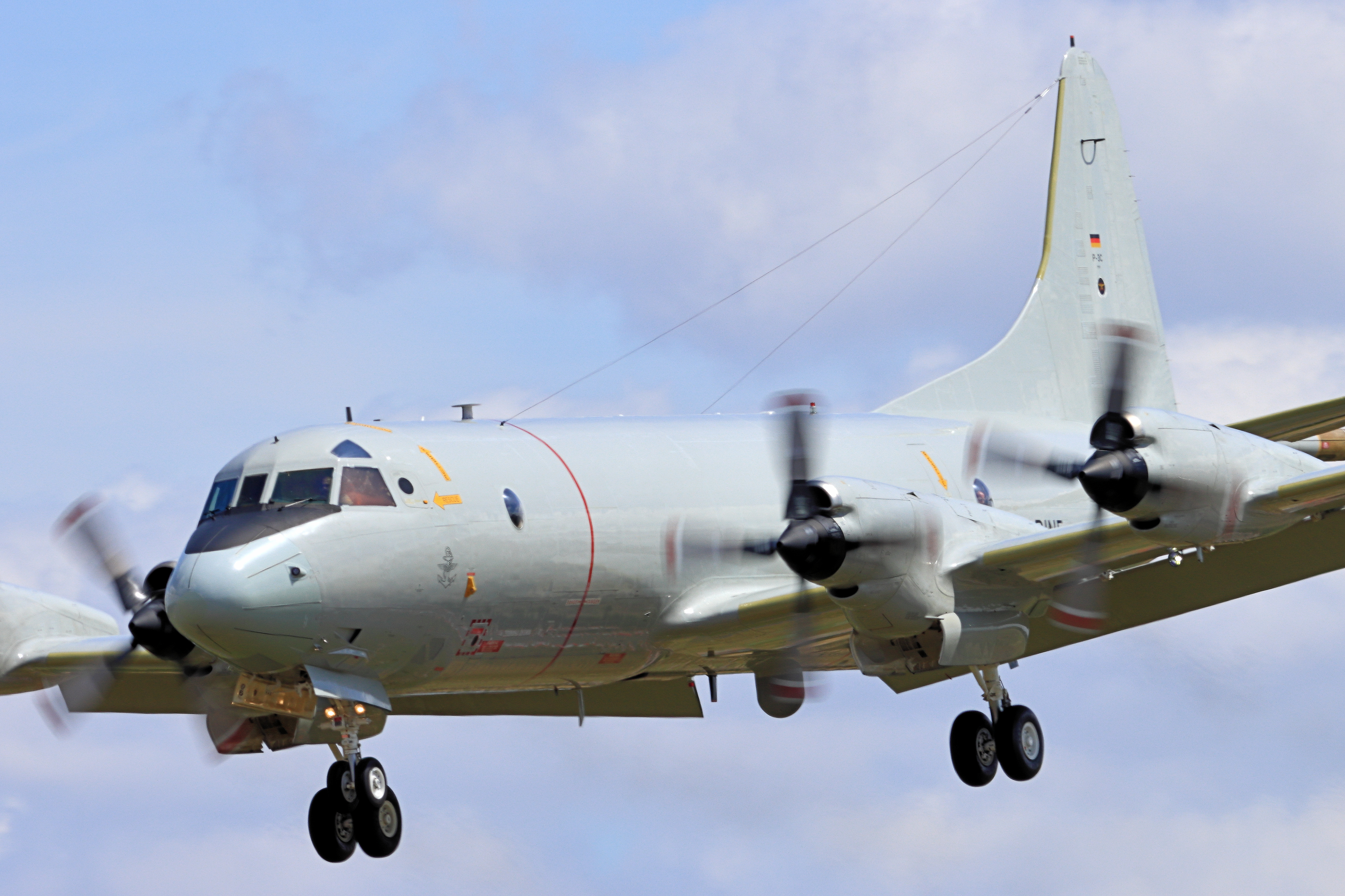
P-3C Orion der deutschen Marineflieger, 2022

Seit der Wiedervereinigung sind die Marinefliegerkräfte stark reduziert worden.
Das von der Volksmarine übernommene MFG-28 wurde bereits zum 31. Dezember 1990 aufgelöst und das MHG-18 zum 1. April 1991 in die Marinehubschraubergruppe Parow umorganisiert und dann Ende 1994 aufgelöst.
Bis zum Jahr 2005 wurden alle verbleibenden Jagdbomber an die Luftwaffe abgegeben und die dazugehörigen Geschwader in den Jahren 1993 (MFG 1) und 2005 (MFG 2) aufgelöst.
Die Flottille der Marineflieger wurde zum 30. Juni 2006 außer Dienst gestellt und die verbleibenden zwei Geschwader dem Flottenkommando direkt unterstellt.
Im Zuge der Neuausrichtung der Bundeswehr wurden alle Marinefliegerkräfte am Standort Nordholz zusammengeführt und das Marinefliegerkommando am 8. Oktober 2012 neu aufgestellt.
Das Marinefliegerkommando stellt neben der Einsatzflottille 1 und 2 die Brigadeebene der Marine dar und führt die verbleibenden zwei Geschwader.
Diese sind das für die Flächenmaschinen und den Betrieb des Fliegerhorstes zuständige Marinefliegergeschwader 3 „Graf Zeppelin“, welches mit acht Seeaufklärern P-3C Orion und zwei Dornier 228 LM zur Aufklärung von Seeverschmutzungen ausgerüstet ist sowie das mit 22 Sea Lynx Hubschraubern ausgestattete Marinefliegergeschwader 5, welches den Bordflugbetrieb und die luftgestützte Seenotrettung über Nord- und Ostsee (Search and Rescue) sicherstellt.
Die Marineflieger der Deutschen Marine haben folgende Aufgaben:
NHIndustries NH90-NTH Sea Lion
Such- und Rettungsdienst
Bekämpfung von Überwasserzielen mit Maschinengewehren
Transport von Personal und Material
Westland Sea Lynx Mk.88A
Seeraumüberwachung und Ortung mit Radar und Sonar
Bekämpfung von Überwasserzielen mit Flugkörpern und Maschinengewehren
Bekämpfung von U-Booten mit Torpedos
Transport von Personal und Material
Lockheed P-3C
Seeraumüberwachung und Ortung mit Radar, elektronischen Aufklärungsgeräten und Sonarbojen
Bekämpfung von U-Booten mit Torpedos
Dornier 228-212 LM/Dornier 228NG LM
Überwachung von Seeverschmutzung in Nord- und Ostsee